# Брасовское сельское поселение
Бра́совское сельское поселение — муниципальное образование в центральной части Брасовского района Брянской области. Единственный населённый пункт — село Брасово.
Образовано в результате проведения муниципальной реформы в 2005 году путём преобразования дореформенного Брасовского сельсовета.

## Население
| 2010  | 2011  | 2012  | 2013  | 2014  | 2015  | 2016  | 2017  | 2018  |
| ----- | ----- | ----- | ----- | ----- | ----- | ----- | ----- | ----- |
| 1501  | ↘1498 | ↗1515 | ↘1504 | ↘1495 | ↘1471 | ↘1448 | ↘1409 | ↘1363 |
| 2019  | 2020  | 2021  |       |       |       |       |       |       |
| ↘1322 | ↘1319 | ↘1241 |       |       |       |       |       |       |